# One Second (album de Yello)
Cet article concerne l'album de Yello. Pour l'album de Paradise Lost, voir One Second.
Albums de Yello
1980-1985 The New Mix in One Go
(1986) Flag
(1988)
One Second est le cinquième album du groupe de musique électronique suisse Yello et le cinquième à ne contenir que des titres originaux (puisqu'il est précédé par un album de compilation/remix). Sorti en 1987, l'album est essentiellement connu pour la collaboration de Billy MacKenzie et de Shirley Bassey comme chanteurs invités. Shirley Bassey, dont la voix est surtout connue pour avoir interprété plusieurs génériques des films de la série des James Bond, est la voix additionnelle du titre The Rhythm Divine (qui ressemble effectivement aux génériques des films en question). L'album fut réédité en 2005 avec plusieurs pistes supplémentaires dans le cadre du projet Yello Remaster Serie.

## Pistes de l'album
| 1.    | La Habanera              | 5:11 |
| 2.    | Moon On Ice              | 4:13 |
| 3.    | Call It Love             | 5:03 |
| 4.    | Le Secret Farida         | 3:17 |
| 5.    | Hawaiian Chance          | 4:18 |
| 6.    | The Rhythm Divine        | 4:10 |
| 7.    | Santiago                 | 5:48 |
| 8.    | Goldrush                 | 4:19 |
| 9.    | Dr. Van Steiner          | 4:19 |
| 10.   | Si Senor The Hairy Grill | 4:49 |
| 45:27 |                          |      |

Sur la plupart des éditions CD, le titre L'Hôtel initialement apparu en face B du 45 tours Call it Love est ajouté à la fin de l'album. Certaines éditions ("LP 830 956-1" datée de 1987) ne contient pas L'Hôtel mais Oh Yeah (de l'album précédent, mais popularisé aux États-Unis par la bande sonore du film Ferris Bueller) inséré à la fin de la face A (entre la piste 5 et 6). La pochette n'a pas été réimprimée pour l'occasion et ne mentionne donc pas Oh Yeah (ni L'Hôtel), seule l'étiquette du disque en fait mention.

### Version remasterisée de 2005
One Second fut remasterisé et réédité avec les pistes supplémentaires suivantes :
| No  | Titre | Durée |
| --- | --- | ----- |
| 11. | L'Hôtel (Face-B du 45 tours du titre Call it Love (1985)                                                                    |       |
| 12. | Goldrush II (Remix tiré du maxi 45 tours du titre (1985))                                                                   | 6:12  |
| 13. | Rhythm Divine (Version présente sur la compilation Essential Yello (1992))                                                  | 4:20  |
| 14. | Call It Love (Remix tiré du maxi 45-tours du titre (1987))                                                                  | 7:03  |
| 15. | Life Is a Snowball (Tiré de l'album promotionnel suisse Snowball and the Sound of Yello (1987))                             | 4:12  |
| 16. | Tool in Rose (Face-B du maxi 45-tours de The Rhythm Divine, remixé à l'occasion de la sortie de l'album remasterisé (2005)) | 5:38  |

Ces cinq pistes n'étaient plus/pas disponibles sur CD avant cette réédition.

## Charts
Plusieurs des titres de cet album ont fait une apparition dans les charts anglais. Ainsi, on retrouve dans le classement des singles (The Official UK Single Chart/Gallup) : 
| Année    | Single              | Chart                         | Position |
| -------- | ------------------- | ----------------------------- | -------- |
| Aou 1986 | "GOLDRUSH"          | The Official UK Singles Chart | 54       |
| Aou 1987 | "THE RHYTHM DIVINE" | The Official UK Singles Chart | 54       |

## Note(s)
1. ↑  (en) The Official UK Singles Chart, consulté le 1 mars 2007.

- (en) Cet article est partiellement ou en totalité issu de l’article de Wikipédia en anglais intitulé « One Second (Yello album) » (voir la liste des auteurs).